# Automolis crassa
Automolis crassa là một loài bướm đêm thuộc phân họ Arctiinae, họ Erebidae.